# 科洛西夫卡 (韋謝利諾韋區)
47°18′55″N 30°54′37″E / 47.31528°N 30.91028°E
科洛西夫卡（烏克蘭語：Колосівка），是烏克蘭南部的村莊，隸屬尼古拉耶夫州的沃茲涅先斯克區。該村始建於1890年，面積1.11平方公里，海拔高度77米，2001年人口288，人口密度每平方公里259.5人。